# Мадридский Алькасар

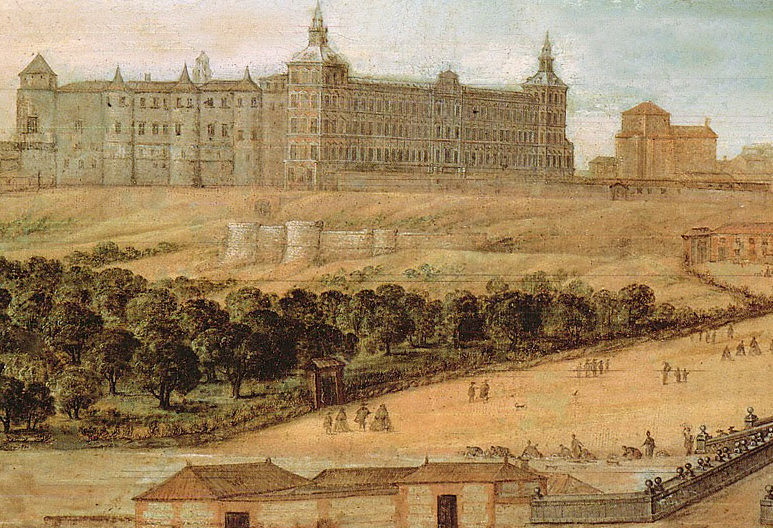
Фрагмент картины XVII века с изображением дворца

Реа́ль Алька́сар де Мадри́д, Королевский Алькасар в Мадриде (исп. Real Alcázar de Madrid) — несохранившееся здание, в котором долгое время находилась резиденция испанских монархов. Сгорело в 1734 году, на его месте сейчас располагается Паласио Реаль де Мадрид.
Первоначально Алькасар был возведен как мусульманская крепость в IX веке; в XVI веке стало использоваться в качестве королевского дворца.

## История здания
Первая значительная перестройка здания, связанная с его расширением, была выполнена в 1537 году по приказу императора Карла V, но его конечный внешний вид связан с работами, выполненными в 1636 году архитектором Хуаном Гомесом де Морой по приказу Филиппа IV. Здание было знаменито как своими богатыми художественными коллекциями, собранными монархами, так и своей трагической гибелью в пожаре во времена Филиппа V.

## Помещения
- Салон Зеркал (Salón de los Espejos; Salón Nuevo) использовался для аудиенций.
- Салон Комедий (Salón de Comedias; Salón Dorado) — для театральных и танцевальных постановок
- Полуденная галерея (Galería del mediodía)
- La Pieza Ochavada

## Художественные коллекции
Во дворце хранилось огромное количество произведений искусства, сведения о которых дошли до нас благодаря инвентарям, составленным в 1600, 1636, 1666, 1686 и 1700 годах, а также описях, составленных после пожара 1734 года, а также после кончины Филиппа V в 1746. Считается, что к моменту пожара в Алькасаре находилось около двух тысяч объектов, из которых безвозвратно утеряно около пятисот. Около тысячи спасенных картин перешли на хранения в различные другие здания — Монастырь де Сан Гиль, Армерию Реаль и дома архиепископа Толедского и маркиза де Бедмара. Важная часть собрания Алькасара была перевезена во дворец Буэн-Ретиро.
Среди сгоревших картин было несколько шедевров мирового значения, как с художественной, так и с исторической точки зрения. Например, это «Изгнание морисков» Диего Веласкеса, за которое в 1627 году он получил звание, которое дало ему возможность совершить своё первое путешествие в Италию; также конный портрет Филиппа IV его же кисти, и 3 полотна на мифологический сюжет («Аполлон», «Адонис и Венера», «Психея и Купидон») — из этой серии сохранился лишь «Меркурий и Аргус». Из других крупных художников, чье наследие пострадало, стоит назвать Рубенса: сгорел конный портрет Филиппа IV, который занимал почетное место в Салоне Зеркал, напротив знаменитого «Конного портрета Карла V» при Мюльберге работы Тициана. (Копия с Рубенса есть в Уффици). Также сгорело его же «Похищение сабинянок» и около двадцати работ, которые украшали Pieza Ochavada.
Из работ Тициана сгорела серия изображений двенадцати Цезарей, находившаяся в Салоне Гранде, известная нам по копиям и гравюрам. Также были утрачены два полотна из серии «Фурий» из Салона Зеркал (две оставшиеся теперь в Прадо). Сгорели также работы Тинторетто, Веронезе, Риберы, Босха, Брейгеля, Санчеса Коэльо, Ван Дейка, Эль Греко, Аннибале Каррачо, Леонардо да Винчи, Гвидо Болоньеса, Рафаэля, Якопо Бассано, Корреджио и многих других.